# Tappeto berbero

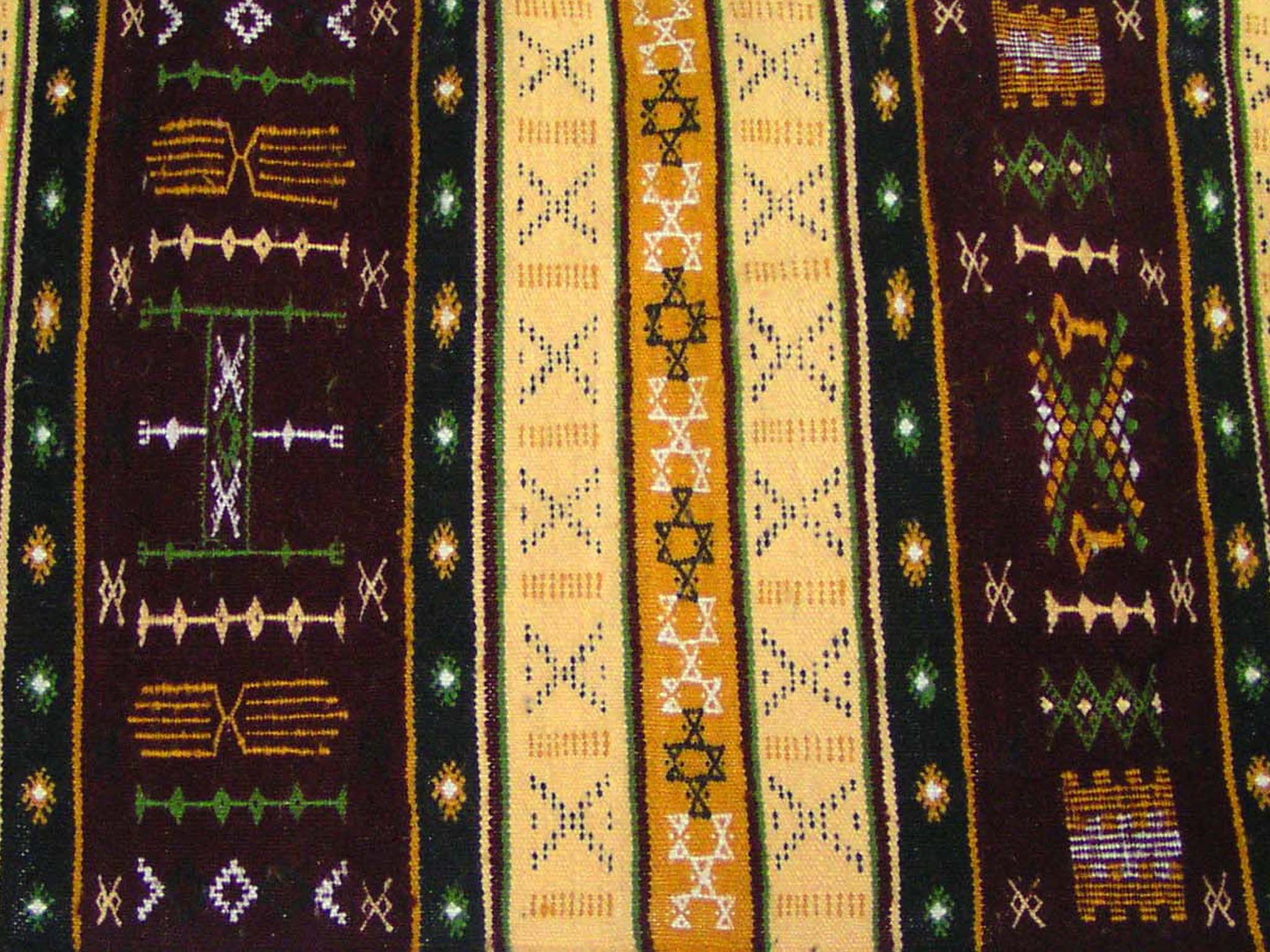
Dettaglio di un tradizionale tappeto berbero.

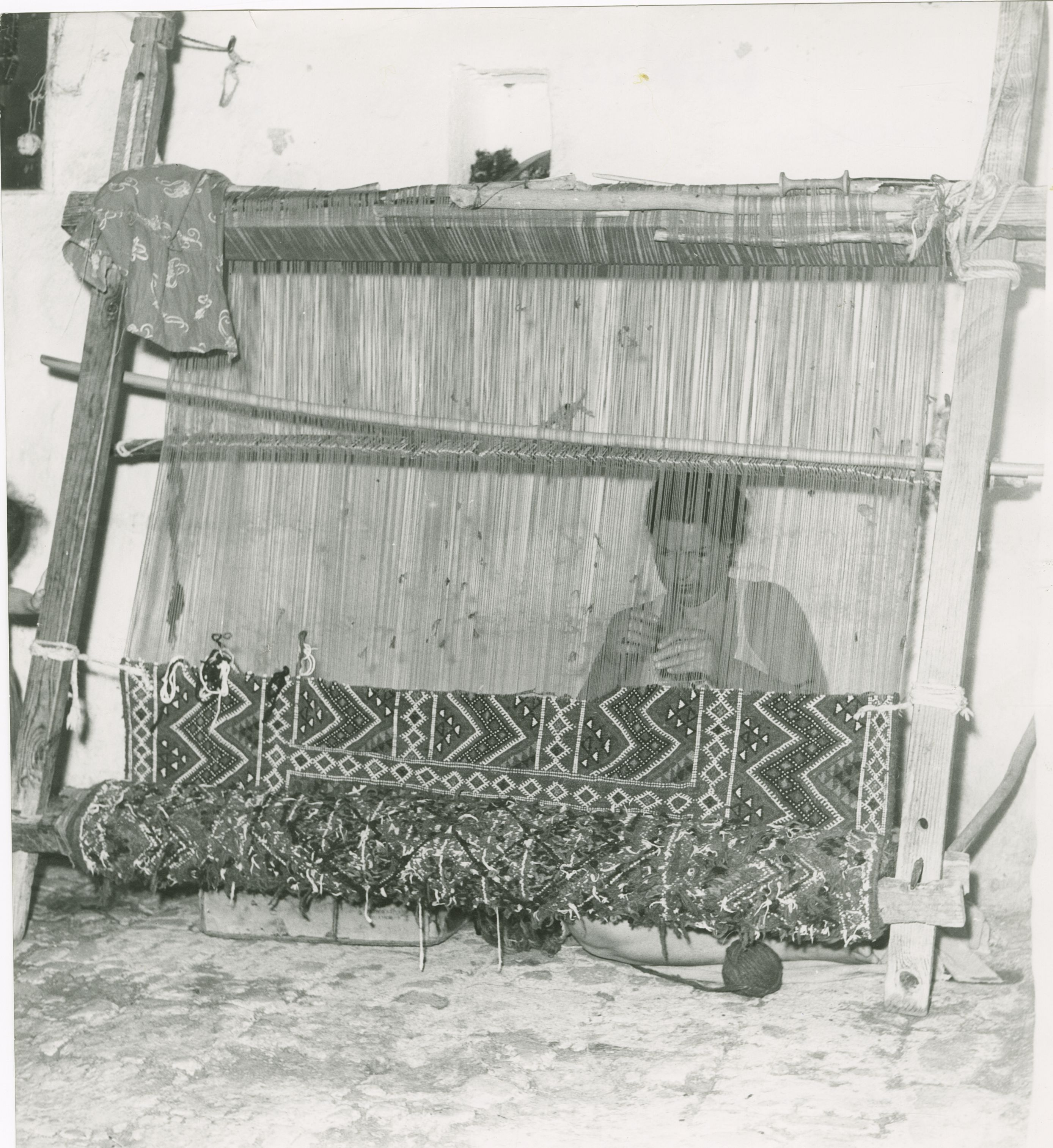
Tappeto tessto a mano a al-Qayrawan nel 1961

I tappeti berberi sono realizzati a mano dalle popolazioni berbere del Maghreb. La tecnica di realizzazione di questi tappeti viene oggi anche applicata alla realizzazione di moderne moquette, come si può notare dall'immagine qui accanto.
I tappeti berberi si distinguono in svariate tipologie, che differiscono tra loro per tipo di annodatura, motivi decorativi, colori e trame di tessuto. Tali tipologie di tappeti portano ancora oggi i nomi delle popolazioni, e spesso dei villaggi, che hanno sviluppato negli anni quella speciale tecnica. Tra le categorie di tappeti berberi più conosciuti, troviamo ad esempio i Beni Ourain, Chichaoua e Zanafi.

## Storia
La tecnica della tessitura dei tappeti e delle moquette berbere è antica di diversi millenni e varia da popolazione a popolazione. La stessa tecnica, nel tempo è stata usata per creare mantelli, arazzi, tappeti e altri tessuti, sempre e solo realizzati con fibre naturali.

## Tappeti tradizionali e industriali

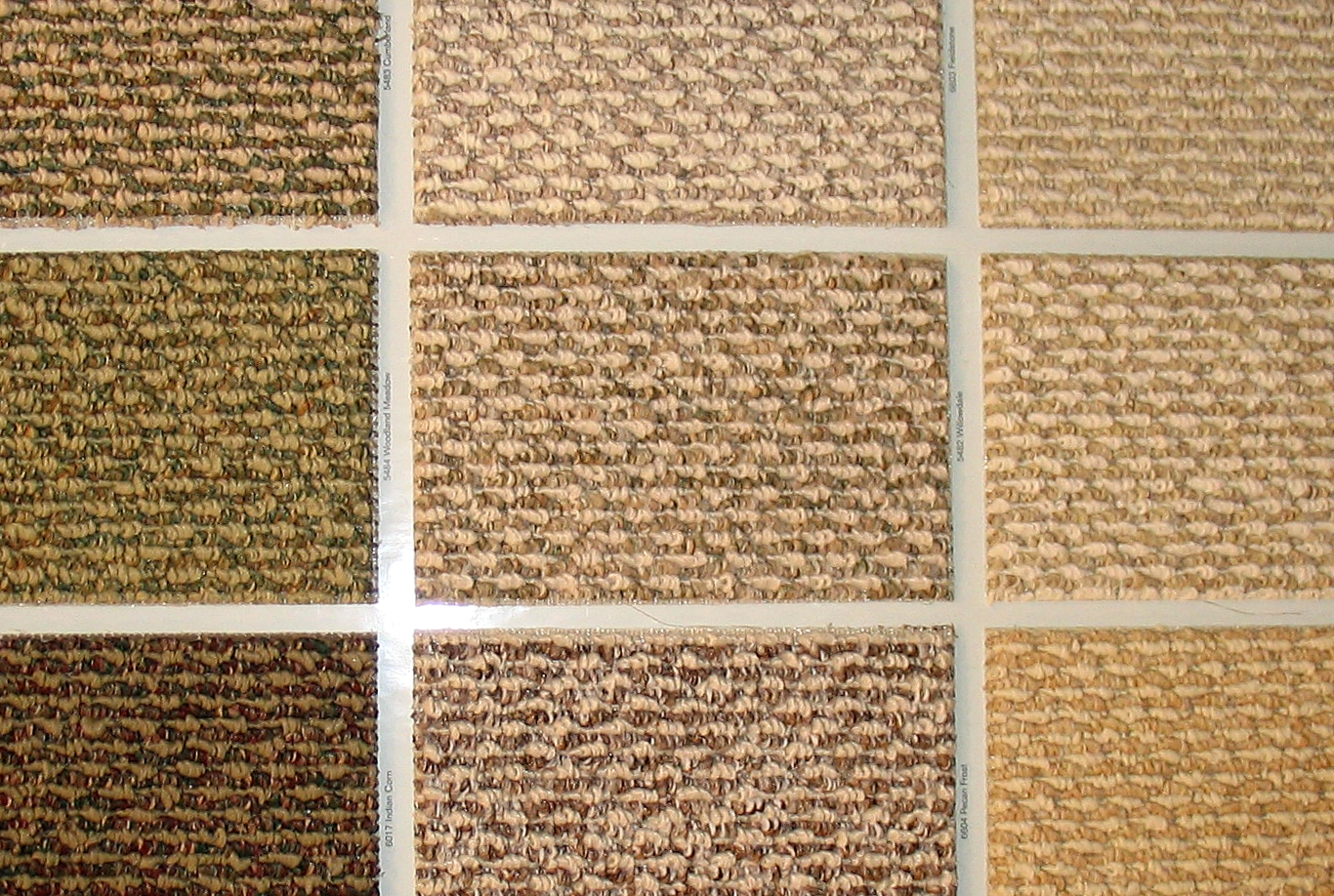
Campioni di tappeto berbero.

I tappeti berberi prodotti in modo industriale imitano la trama tradizionale di quelli fatti a mano ma le differenze sono comunque evidenti. I tappeti industriali di solito contengono piccole macchie di colore scuro su tonalità più chiare che ricordano una versione naturale non colorata dei tappeti tradizionali. Generalmente sono costituiti da un mix di colori semplici senza motivo e sono relativamente economici e resistenti. Molto diffusi negli uffici e negli ambienti con molte persone. La trama e l'aspetto del nodo caratteristici dei tradizionali tappeti berberi tessuti a mano oggi sono generalmente tessuti con disegni dai colori vivaci che sono diversi dagli altri tappeti orientali.
I tappeti berberi fatti a mano, di solito fatti in casa, sono ancora un'industria attiva in molte aree rurali dei paesi berberi. Molte famiglie berbere guadagnano il loro reddito primario intessendo manualmente tappeti e vendendoli, nei mercati locali, a commercianti e turisti. I tappeti berberi tradizionali differiscono dai moderni tappeti berberi prodotti in serie che si trovano di solito nei mercati all'ingrosso. Spesso sono realizzati da cooperative sociali e sono in genere realizzati con materiali naturali.
Oggi esistono numerosi tipi di moquette e tappeti berberi industriali realizzati con una vasta gamma di materiali, il nylon, la fibra di olefina e la lana sono i materiali più utilizzati, ad eccezione dei tappeti berberi tunisini di solito chiamati "Mergoum" che conservano ancora un know how ereditato da metodi di tessitura ancestrali. Le autorità tunisine continuano a controllare ogni pezzo per garantire la qualità e lo spirito "berbero" nei disegni, nei motivi e nei simboli annodati in modo che sia consentita solo la lana con un divieto totale di qualsiasi materiale sintetico, quindi ogni tappeto o tappeto è sigillato con un segno di cera rossa (delle autorità tunisine per l'artigianato).
In altri paesi la fibra di olefina è il materiale più frequentemente utilizzato e più conveniente. Sono disponibili anche tappeti con miscele di diversi materiali.
Tappeti e moquettes berbere sono estremamente resistenti e si trovano spesso in uffici, scuole e altre aree ad alto traffico. È anche resistente alle macchie ed è generalmente più conveniente rispetto ai tappeti di lana più spessi. Per la cura è raccomandato dalla maggior parte dei professionisti un lavaggio a bassa umidità o a secco. La tradizionale pulizia a vapore con detergenti ad alto contenuto alcalino può causare potenziali scottature del pH nell'olefina.
Come per tutti i tappeti, il berbero dovrebbe essere pulito ogni 6-12 mesi per evitare segni di usura permanenti.